# Guardia Real Nacional Croata
La Guardia Real Nacional Croata (Croata: Kraljevsko hrvatsko domobranstvo, a menudo simplemente Domobranstvo o Domobran en singular, en alemán: Croatisch-Slawonische Landwehr ) era la sección croata de ejército territorial del Real Honvédség Húngaro (Húngaro: Magyar Királyi Honvéds) existente entre 1868 a 1918. La fuerza fue creada por decreto del parlamento croata el 5 de diciembre de 1868 como resultado del Acuerdo Croata-Húngaro.

## Historia

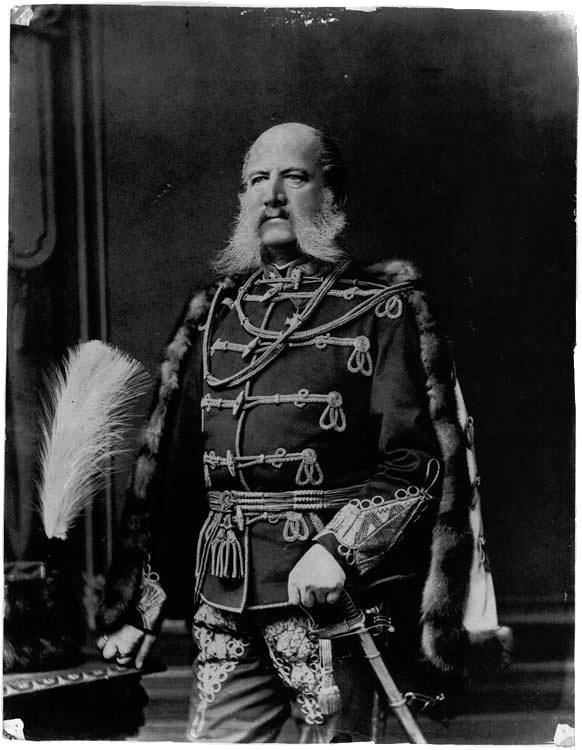
Conde Miroslav Kulmer.

El acuerdo austrohúngaro estableció una reforma militar que consistió en un ejército común para el imperio, la marina imperial y real y los ejército territoriales austriaco y húngaro. El ejército común tiene la tarea de defender a la monarquía dual contra "un enemigo externo y mantener el orden y la seguridad en el país".
En consecuencia, se estableció el ejército territorial húngaro (bajo el nombre de Honvédség) y el ejército territorial austriaco (bajo el nombre de Landwehr). Sin embargo, hubo un tema extremadamente delicado con respecto a la organización militar de Croacia y Eslavonia (entonces en la mitad húngara-croata del estado) ya que los croatas no aceptaron ser parte de las fuerzas húngaras, es decir, los ejércitos contra los que combatió Josip Jelačić en 1848. Sin embargo, en el verano de 1868, el acuerdo croata-húngaro sobre asuntos militares y de defensa se convirtió en una competencia común húngaro-croata. Así, al resolver estas dudas, hubo fieras controversias, donde el conde Miroslav Kulmer, general nacido en Zagrepčanin, sugirió que el nuevo ejército establecido en Croacia no debería llamarse "honvédség" sino "domobranstvo". Defendió su idea con mucho éxito delante del emperador Francisco José I.
El acuerdo especificó cuatro condiciones:
1. Los croatas realizarían su servicio militar dentro del territorio de Croacia.
2. El entrenamiento militar se llevaría a cabo en idioma croata.
3. Se formarán academias de cadetes y domobran.
4. Las unidades militares croatas podrían tomar nombres en croata.

El acto final de formación del ejército en el territorio de Croacia y Eslavonia ocurrió el 5 de diciembre de 1868, cuando el Parlamento Común Húngaro-Croata aprobó el Artículo Legislativo 41 sobre Seguridad Nacional. La ley fue confirmada (sancionada) y proclamada en la cámara baja (Cámara de Representantes) el 5 de diciembre y el 6 de diciembre en la cámara alta (Cámara de nobles) del parlamento croata-húngaro en Budapest. Esta ley estipula que el idioma de servicio en el reino de Croacia y Eslavonia es el croata, que los oficiales solo pueden ser nacionales de Croacia y Eslavonia, y que la bandera de las unidades fuera enmarcada por el tricolor croata.

## Primeras unidades
Ocho escuadrones:
- 79.º Escuadrón de la Guardia Nacional (Varaždin)
- 80.º Escuadrón de la Guardia Nacional (Zagreb)
- 81.º Escuadrón de la Guardia Nacional (Virovitica)
- 82.º Escuadrón de la Guardia Nacional (Vukovar)
- 29.º Escuadrón de la Guardia Nacional (Varaždin)
- 30.º Escuadrón de la Guardia Nacional (Varaždin)
- 31.º Escuadrón de la Guardia Nacional (Vinkovci)
- 32.º Escuadrón de la Guardia Nacional (Vinkovci)

Posteriormente ocho batallones:
- 83.º Batallón de la Guardia Nacional (Sisak)
- 84.º Batallón de la Guardia Nacional (Bjelovar)
- 87.º Batallón de la Guardia Nacional (Gospić)
- 88.º Batallón de la Guardia Nacional (Ogulin)
- 89.º Batallón de la Guardia Nacional (Švarča)
- 90.º Batallón de la Guardia Nacional (Glina)
- 91.º Batallón de la Guardia Nacional (Nova Gradiška)
- 92.º Batallón de la Guardia Nacional (Mitrovica)

En los próximos cinco años:
- 25.º Regimiento de Infantería de la Guardia Nacional (Zagreb)
- 26.º Regimiento de Infantería de la Guardia Nacional (Karlovac)
- 27.º Regimiento de Infantería de la Guardia Nacional (Sisak)
- 28.º Regimiento de Infantería de la Guardia Nacional (Osijek)

Y el:
- 10.º Regimiento de Caballería de la Guardia Nacional (Varaždin)

## Comandantes
- Conde Miroslav Kulmer (1869-1875).
- Dragutin Višnić (1875-1880).
- Milan (Emil) Musulin (1881-1890).
- Matija Raslić (1890-1893).
- Eduard Lukinac (1893-1897).
- Josip Bach (1897-1901).
- Ðuro Ćanić (1901-1903).
- Radoslav Gerba (1903-1907).
- Svetozar Boroević (1907-1912).
- Stjepan Sarkotić (1912-1914).
- Ivan Salis Seewis (1915).
- Anton Lipošćak (1915-1916, 1917).
- Luka Šnjarić (1916-1917).
- Mihael Mihaljević (1917-1918).
- Teodor Soretić (1918).

## Primera Guerra Mundial

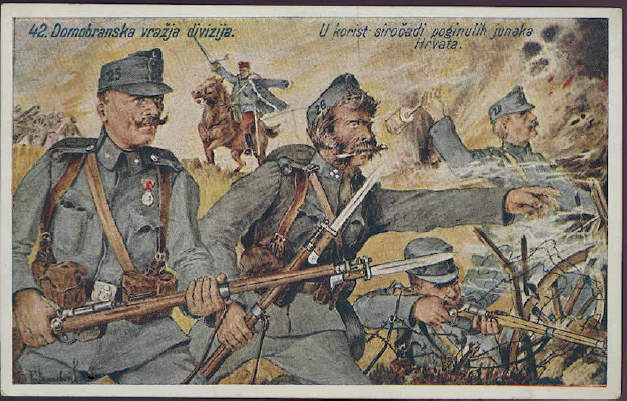
Postal de la 42° división hecha durante la Primera Guerra Mundial.

La 42° División de Infantería de la Guardia Real Nacional que consistió en el 25, 26, 27 y 28 regimientos de Infantería de la Guardia Nacional bajo el mando de Stjepan Sarkotić participó en batalla en contra de Serbia en agosto de 1914 junto con la 104.ª brigada Landsturm (pučko-ustaška) bajo el mando de Theodor Bekić.

## Legado
Durante la Segunda Guerra Mundial, se formó el Estado Independiente de Croacia y su ejército regular también se llamó "Guardia Nacional Croata". Existió desde abril de 1941 hasta mayo de 1945.
El 24 de diciembre de 1991, durante la Guerra croata de Independencia, se formó una parte del Ejército croata que también se llamó la "Guardia Nacional" ("Domobranstvo"). Dejó de existir en una reorganización de 2003.

## Imágenes

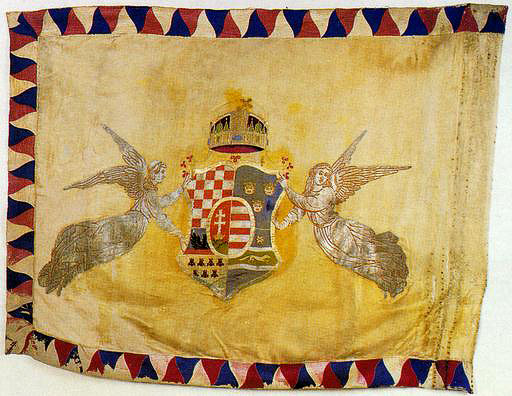
Estandarte
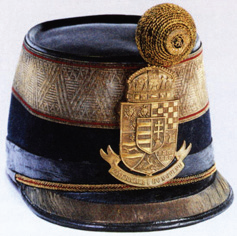
Chacó de la unidad, 1878.
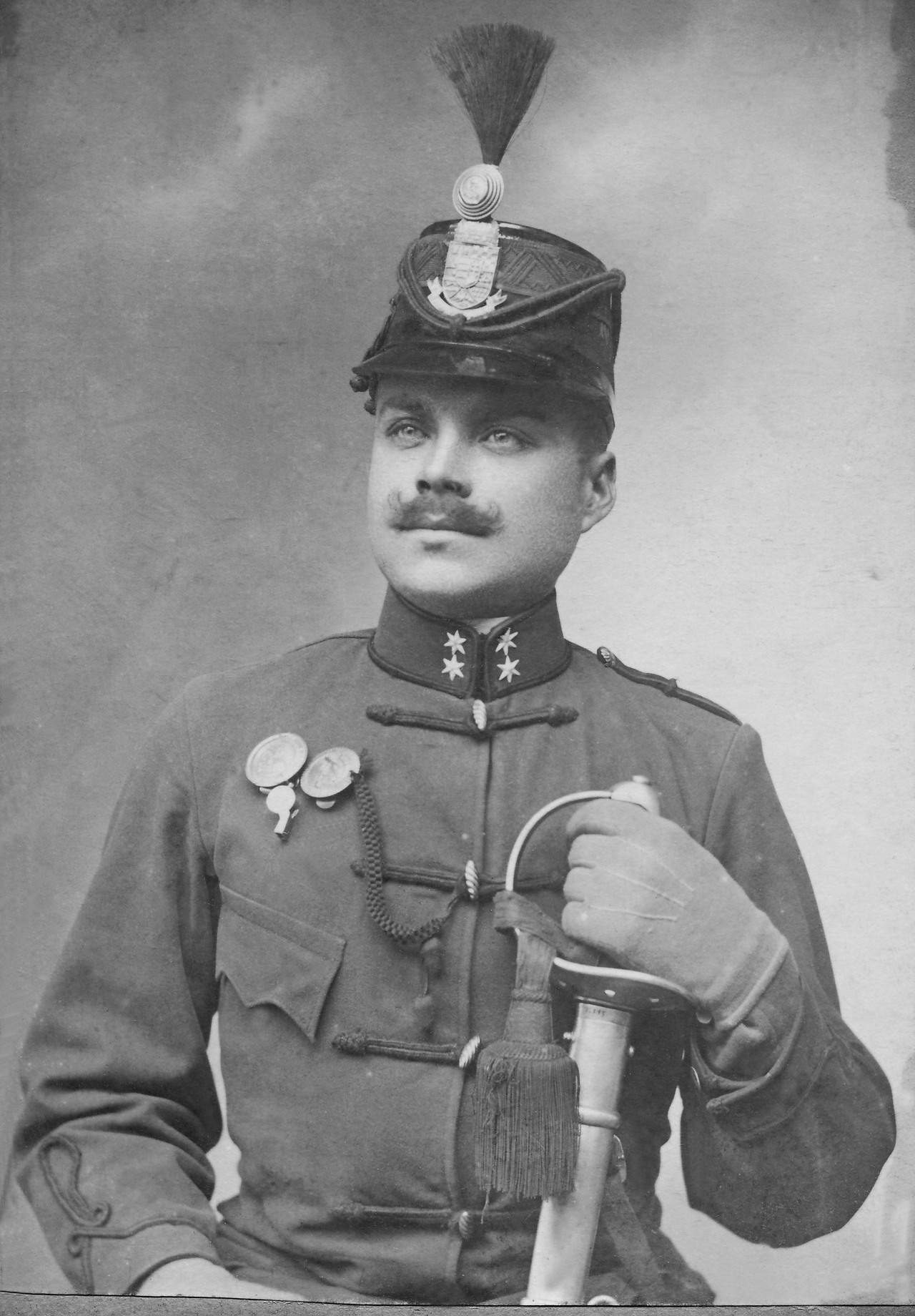
Husar de la Guardia Real Croata
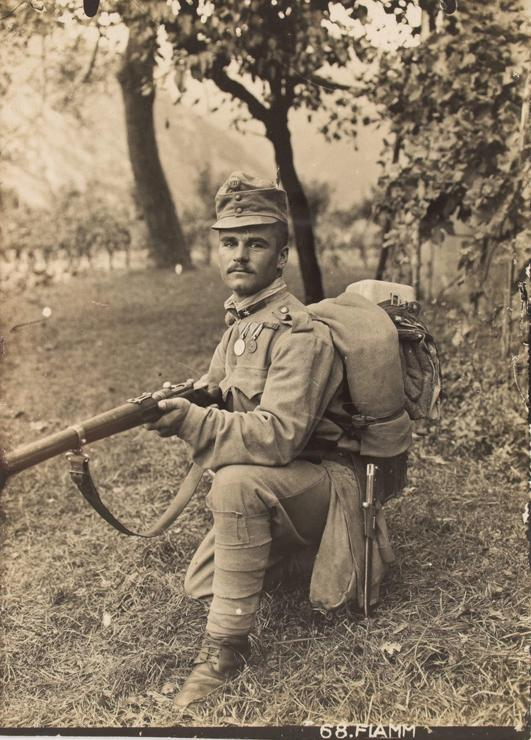
Infante
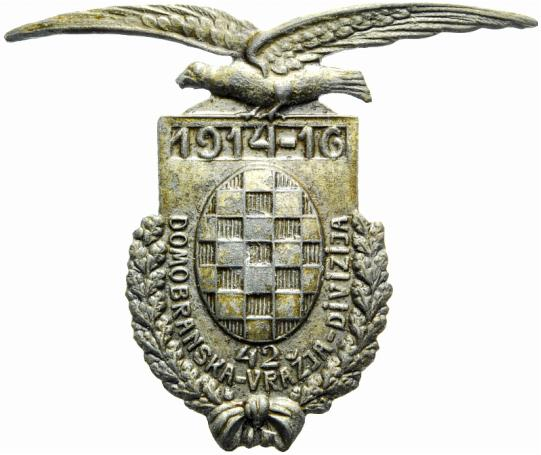
Insignia de la 42° División de Infantería de la Guardia Nacional.